# Chrismania
Chrismania es un gènere monotípic d'arnes de la família Crambidae. La seva única espècie, Chrismania pictipennalis, es troba a Amèrica del Nord, on s'ha registrat al sud de Califòrnia i Arizona. Tant el gènere com l'espècie van ser descrits per primera vegada per William Barnes i James Halliday McDunnough el 1914.
La longitud alar és de 7-10 mm. Les anteriors són de color marró d'oliva intens, fortament tallades amb ocre blanquinós pàl·lid a la zona medial. Les posteriors són de color vermell ataronjat pàl·lid.